# Christian Christopher Zahrtmann
Christian Christopher Zahrtmann (født 21. december 1793 i Viborg, død 15. april 1853 i København) var en dansk søofficer og politiker.

## Uddannelse
Han var søn af sognepræst i Viborg Henrich Christian Zahrtmann (1762-1826) og Bodil Jochumine f. Tetens (1771-1846). Under et besøg i København, hvorhen forældrene havde begivet sig kort efter slaget på Reden 1801, bestemtes han til at gå søkrigervejen; han kom derefter i huset hos kommandør, ekvipagemester Sigvart Urne Rosenvinge og blev kadet 1805. Under englændernes overfald 1807 fungerede han som adjudant hos sin plejefader og gjorde sig her fordelagtigt bemærket. 1808 udsendtes han en kort tid som månedsløjtnant til den franske Scheldeflåde; hjemkommen her fra ansattes han som adjudant hos Holmens overekvipagemester, 1809 som adjudant hos chefen for kanonbådsflotillen ved Sjælland, kommandør Johan Cornelius Krieger, og sendtes derfra til Norge. 1810 udnævntes Zahrtmann til sekondløjtnant i Marinen, premierløjtnant blev han 1818, kaptajnløjtnant 1826, kaptajn 1836, kommandørkaptajn 1843, kommandør 1848, kontreadmiral 1851 og viceadmiral 1852.
Ved afgangen fra Søkadetakademiet ytrede chefen, kommandør Hans Christian Sneedorff, til ham: "Da De kom her til, hørte De til de udmærkede; De er aldrig gaaet under de meget gode; om Deres Liv i Fremtiden kan jeg blot sige, at De aldrig vil blive nogen Mand Svar skyldig". Under Zahrtmanns ophold i Norge deltog han som kanonbådschef 1812 i den heftige kamp 6. juli i Lyngør, hvor fregatten Najaden under kaptajn H.P. Holm ødelagdes af det engelske linjeskib Dictator og briggerne Lolland og Kiel erobredes. I den dagen derefter følgende kamp var Zahrtmann som parlamentær hos Dictators chef, hvis anmodning om våbenstilstand han afslog; kanonbådene angreb derefter linjeskibet, dette måtte flygte, og begge briggerne tilbageerobredes. For sit gode forhold ved denne og andre lejligheder udnævntes han 1813 — ikke 20 år gammel — til Ridder af Dannebrog.

## Udlandsrejser og nye bekendtskaber
Efter krigens ophør studerede Zahrtmann ivrig hydrografi og geodæsi; 1817–18 var han i Middelhavet og Vestindien med fregatten Minerva, og 1819 ansattes han under professor H.C. Schumacher ved gradmålingen i Jylland. Han rejste til London og Paris for at indkøbe instrumenter, gjorde på denne rejse bekjendtskab med François Arago, Alexander von Humboldt og flere betydelige videnskabsmænd og vandt hurtigt deres velvilje. Arbejdet under Schumacher førte også til, at der mellem dem udviklede sig et trofast venskab, der varede livet igennem. På et togt med fregatten Najaden 1824, hvor daværende kronprins Christian var om bord, vandt han ved sit rolige, beherskede væsen dennes bevågenhed, hvilket senere kom til at spille en stor rolle i Zahrtmanns liv. 1825—26 var han næstkommanderende i briggen Sst. Jan i Vestindien; chefen, kapitajnløjtnant Hedemann, døde her, og Zahrtmann hjemførte skibet. På dette togt gjorde han bekendtskab med Simon Bolivar og med grevinde Montijo, som da var frugtsommelig. I et selskab ytrede Zahrtmann, at han håbede hendes barn i sin tid måtte komme til at beherske riger lige så fuldstændig, som grevinden nu beherskede de tilstedeværende. Da datteren Eugénie senere ved sit giftermål med Napoleon III blev fransk kejserinde, erindrede hun Zahrtmann om dette ønske. På samme rejse udmærkede han sig under en brand på St. Thomas. 1826 – efter Poul de Løvenørns død – overtog Zahrtmann stillingen som direktør for Søkortarkivet. Han tog sig med iver af de danske farvandes opmåling og gjennemførte trods megen modstand, men kraftig hjulpet af Frederik 6., anlægget af en mængde fyr, 1830 blev han medlem af Konstruktions- og reguleringskommissionen. 1833–34 førte han briggen Allart til Vestindien, hvis farvande han opmålte og kortlagde. 1836-38 var han chef for de forskellige vagtskibe, 1839 foretog han en studierejse til England for at studere landets dampskibsvæsen. Ved sin hjemkomst udnævntes han til adjudant hos Christian 8. Hans breve til hustruen fra denne tidsperiode giver et billede af livet ved kongehoffet.

## Søofficer og diplomat
Zahrtmann var 1842 chef for fregatten Thetis på togt i Middelhavet: I Napoli og Grækenland havde han diplomatiske hverv, som han løste taktfuldt. På tilbagerejsen hjembragte han fra Livorno en del af Bertel Thorvaldsens italienske kunstværker, men fik ikke lokket billedhuggeren selv med i denne omgang. Om bord var to kunstnere, Vilhelm Pedersen og Frederik Theodor Kloss, og prins Frederik af Hessen var med som passager til Napoli.
Der er af og til i officerers memoirer antydet, at Zahrtmanns sømandsskab ikke var det bedste, men når man hører, at han krydsede Thetis ud af Valettas havn på Malta, og der i øvrigt aldrig er påvist nogen brist i hans skibsføreise, bør sådan tale være uden betydning. Ved afslutningen af Thetis' togt var Zahrtmann genstand for et skarpt angreb i den tyske Kielpresse for påstået ublu, hånende behandling af de holstenske matroser på skibet, men ved den retslige undersøgelse, som Zahrtmann af samme årsag begærede, kunne klagen ikke fastholdes, og kongen udtalte sin tilfredshed med disciplinen og omsorgen om bord.
1844 blev han medlem af Royal Geographical Society i London. Christian 8. tilbød ham – hvad der ikke var almindeligt kendt – i en håndskrivelse at overtage posten som chef for Galatheas jordomsejling, en ære, han dog frabad sig, og som han anbefalede Steen Bille til.
I Helsingør havde søofficererne Gottlieb og Wilde oprettet en navigationsskole, og 1843 foreslog admiral Michael Bille denne udvidet: Der skulle indrettes en navigationshal i Helsingør, hvor kandidater skulle dygtiggøres til lodsning på Østersøen, de senere såkaldte »St. Petersborglodser«. Desuden skulle der fra hallen forhandles navigationsinstrumenter, kontrolleres søure, gives tidssignal, tages meteorologiske observationer, findes en protokol, hvori skibsførere kunne nedskrive beretninger af betydning for navigation og sejlads osv. Hele projektet anbefaledes i Nyt Archiv for Søvæsenet af udgiveren, kommandørkaptajn Hans Birch Dahlerup, mens vennen Zahrtmann var imod. Han mente at det tidssignal, der blev afgivet af vagtskibet, var godt nok, og at de andre foranstaltninger ville medføre unødvendige udgifter. Med tiden førte meningsforskellen mellem de to venner til fjendskab, i hvert fald fra Dahlerups side. Navigationshallen så aldrig dagens lys, for Zahrtmann havde modarbejdet sagen hos kongen, skønt den utvivlsomt havde sin berettigelse.
1843 udgav Zahrtmann det omfattende værk Den danske Lods, en beskrivelse over de danske farvande hvis status som standardværk varede århundredet ud. 1846 udnævntes han til medlem af Defensionskommissionen.

## Marineminister under krigen
I 1848 blev han 2. deputeret i Admiralitets- og Kommissariatskollegiet. Da dette kort tid efter opløstes, overtog han modstræbende stillingen som landets anden – og første fagligt professionelle – marineminister i april 1848 (efterfølger til A.W. Moltke). Som sådan deltog han i Den Grundlovgivende Rigsforsamling og virkede i embedet under hele Treårskrigen. I august 1850 afgik han som minister på grund af skrantende helbred.
På grund af krigssituationen ville Zahrtmann give Marineministeriet en mere effektiv opbygning end den, det gamle admiralitet havde. Derfor søgte han bistand hos ungdomsvennen Dahlerup, men denne afslog, i en officiel skrivelse af 31. marts, at påtage sig arbejdet, da han "ikke dertil havde de fornødne Aands- og Legemskræfter". Carl Edvard van Dockum påtog sig da hvervet, og han kunne, til trods for at han havde kadetskibet at sørge for, aflevere et forslag 4. april. Dahlerups opførsel i dette tilfælde lå ganske synligt fjernt fra det gamle venskab mellem ham og Zahrtmann. Da krigsførelsen standsede, viste Dahlerup sit sande ansigt over for Zahrtmann i en pjece, der angreb ministeriet: Hvorledes er Krigen ført og hvorledes kunde den have været ført? (1848). Pjecens mange angrebspunkter faldt til jorden, og Dahlerup berører da heller ikke denne sag i sin Mit Livs Begivenheder (I-V, 1908-12). Carl Plougs Fædrelandet levnede ikke Zahrtmann megen ære, men var hans uforsonlige angriber. Zahrtmann ønskede sidst på året 1848 af helbredshensyn at trække sig tilbage, men fortsatte ad interim de to følgende krigsår, indtil en afløser endelig var på plads. Ikke mindre end seks kommandører, fem kommandørkaptajner, ti kaptajner, fjorten kaptajnløjtnanter, ti premierløjtnanter og tyve sekondløjtnanter havde holdt møde og givet Zahrtmann et tillidsvotum, som samtlige admiraler sluttede sig til. I 1850 blev han syg, fratrådte embedet og foretog en rekreationsrejse til Frankrig. Han var nu genstand for Plougs hadefulde angreb, der især hæftede sig ved Egernførde-affærens mænd, der skulle være blevet for mildt behandlet; man så bort fra at denne formildelse navnlig var sat i værk, da Zahrtmann ikke mere var i funktion.
Han blev siden (1852) Holmens overekvipagemester og døde i denne stilling ganske pludselig uden foregående sygdom 15. april 1853. Han var kammerherre siden 1845 og havde modtaget Storkorset 1850. 1853 var han blevet medlem af Det kejserlige russiske Geografiske Selskab.

## Personlighed
Sin stands ære værnede Zahrtmann, hvor der var anledning dertil. Da Frederik VI's generaladjudant, kaptajn Hans Lindholm, blev angrebet af C.F. Allen for det forhold, han havde udvist 1801 under og efter slaget på Reden, forsvarede Zahrtmann ham, og ved at aftrykke Nelsons breve til Lindholm afvaskede Zahrtmann også Nelsons ærekrænkende bemærkninger om Olfert Fischer.
Zahrtmann var en betydelig personlighed og gjorde ingen sinde Sneedorffs spådom til skamme. I Marinen havde han en dominerende indflydelse; hans samtidige vovede aldrig at modsige ham. I sin omgang var han fordringsløs og bramfri, bestemt og koncis. Han hadede vidtløftighed og tomme ord; hvor han traf sligt, blev han let opfarende og affejende. I forholdet til Dahlerup er det svært at afgøre, hvem der var årsag til konflikten. Det er sikkert, at Dahlerup senere blev hadefuld i sit syn på Zahrtmann, mens det ikke er sikkert, at Zahrtmann følte på samme måde om Dahlerup.
2. september 1827 blev Zahrtmann gift med Sophie Elisabeth Donner (15. november 1805 i Altona – 25. november 1858 i Paris), datter af købmand i Altona, godsejer Conrad Hinrich Donner og Elisabeth f. Willinck.
Hans to døtre blev gift med højstående adelige: Bodild Joachimine (Mimi) Zahrtmann (1830-1876), gift med lensgreve Ludvig Holstein-Holsteinborg (1815-1892) til grevskabet Holsteinborg, og Wanda Sophie Elisabeth Candia Zahrtmann (1842-1916), der ægtede teaterchefen, greve Christian Conrad Sophus Danneskiold-Samsøe (1836-1908). Sammen med sine to adeligt gifte døtre var Zahrtmann blandt H.C. Andersens omgangsvenner.
C.C. Zahrtmann var farbroder til maleren Kristian Zahrtmann. Han døde i København og er begravet på Holmens Kirkegård.
Hans breve findes på Staatsbibliothek i Berlin.
Der findes et portrætmaleri af Andreas Herman Hunæus og på Holsteinborg. Maleri af August Schiøtt 1848 sammesteds; litografi derefter fra I.W. Tegner & Kittendorff 1853. Portrætteret på Wilhelm Pedersens tegning 1842 (Officererne på Thetis; Frederiksborgmuseet), på J.V. Gertners maleri af kroningen i Frederiksborg Slotskirke 1840 (Rosenborg Slot), på Wilhelm Marstrands maleri: Christian VIII og Zahrtmann på Langelinie og på Constantin Hansens maleri af Den Grundlovgivende Rigsforsamling (1860-64; Frederiksborgmuseet). Litografi af A.M. Petersen 1850. Træsnit af H.P. Hansen 1873. Portrætteret på Johan Thorsøes og R. Jensens litografier af Grundlovens underskrivere.

## Militær karriere
- Kadet (1805)
- Månedsløjtnant (23. april 1808)
- Sekondløjtnant (21. oktober 1810)
- Premierløjtnant (4. januar 1818)
- Kaptajnløjtnant (10. september 1826)
- Kaptajn (28. oktober 1836)
- Kommandørkaptajn (26. marts 1843)
- Kommandør (12. september 1849)
- Kontreadmiral (3. august 1851)
- Viceadmiral (9. november 1852)

## Ordner, dekorationer & udmærkelser
- Ridder af Dannebrogordenen (28. januar 1813)
- Dannebrogsmændenes Hæderstegn (1. november 1828)
- Kommandør af Dannebrogordenen (21. april 1841)
- Storkors af Dannebrogordenen (14. juli 1850)